# هنريك شريدنيسكي
هنريك شريدنيسكي (بالبولندية: Henryk Średnicki)‏ (17 يناير 1955 – 10 أبريل 2016) هو ملاكم بولندي راحل، مثّل بلاده في الألعاب الأولمبية الصيفية في دورتي 1976 و1980.

## روابط خارجية
هنريك شريدنيسكي على موقع أوليمبيديا (الإنجليزية)